# Rabat-Salé flygplats
Rabat-Salé flygplats är en flygplats i Marocko.   Den ligger i regionen Rabat-Salé-Kénitra, i den norra delen av landet, i huvudstaden Rabats grannstad Salé. Rabat-Salé flygplats ligger 84 meter över havet.